# 新加坡肖像系列纸币
新加坡肖像系列纸币是新加坡第四套纸币，也是目前新加坡流通的纸币。“肖像系列”正面都印有新加坡第一任总统尤索夫·伊萨的肖像，于1999年9月9日首次发行。此系列共有2、5、10、50、100、1000及10000新加坡元七种面值，其中2、5及10新元的除了有纸质，还有塑质版本。

## 历史
由新加坡画家翁锡礼设计的肖像系列于1999年9月9日由新加坡货币委员会（BCCS）首次发行，以迎接新的千禧年。该系列共有7种面值的流通货币；不再发行船舶系列原有1元和500元面额的钞票。

## 5元 (伍元)

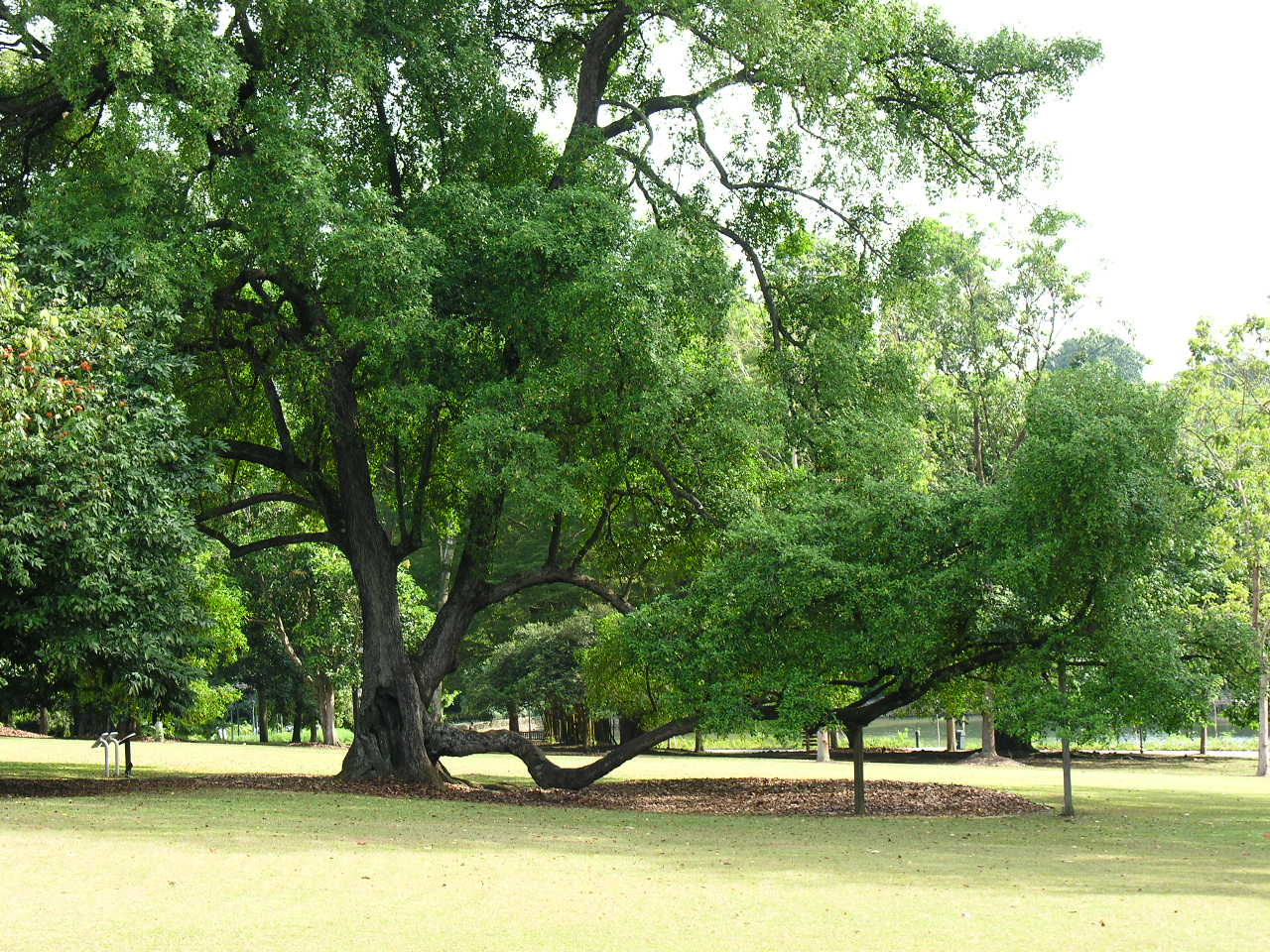
5元面值的钞票上印有这棵植于新加坡植物园已有200年树龄的香灰莉木

## 50元 (伍拾元)
trrtrt

## 1000元 (壹仟元)
1000元面值的新元过去存在于日常的流通中，现因“需求量低”而逐渐退出流通。

## 10000元 (壹万元)
10000元面值的新元过去存在于日常的流通中，曾为世界上公共流通领域中绝对价值最高的纸币之一（约为7000美元），现因“需求量低”而逐渐退出流通。

## 纪念钞
- 千禧年$2元纪念钞
- 新加坡文莱$20元等值协议40周年纪念钞
- SG50新加坡建国50周年纪念钞

## 钞票细节
| 第四版—肖像系列 (1999 - 今) | 第四版—肖像系列 (1999 - 今) | 第四版—肖像系列 (1999 - 今) | 第四版—肖像系列 (1999 - 今)              | 第四版—肖像系列 (1999 - 今) | 第四版—肖像系列 (1999 - 今) | 第四版—肖像系列 (1999 - 今)                                                                      | 第四版—肖像系列 (1999 - 今) | 第四版—肖像系列 (1999 - 今) |
| 面额                        | 尺寸                        | 颜色                        | 设计                                     | 设计                        | 发行日期                    | 签署人及现状                                                                                     | 材质                        |                             |
| 面额                        | 尺寸                        | 颜色                        | 正面                                     | 反面                        | 发行日期                    | 签署人及现状                                                                                     | 材质                        |                             |
| --------------------------- | --------------------------- | --------------------------- | ---------------------------------------- | --------------------------- | --------------------------- | ------------------------------------------------------------------------------------------------ | --------------------------- | --------------------------- |
| $2                          | 126 × 63 mm                 | 淡紫色                      | 尤索夫·伊萨總統、 货贝（貝殼）           | 教育主题                    | 1999年9月9日                | 胡赐道（1999年9月）、李显龙（2005年1月）                                                         | 紙質                        |                             |
| $2                          | 126 × 63 mm                 | 淡紫色                      | 尤索夫·伊萨總統、 货贝（貝殼）           | 教育主题                    | 2006年1月12日               | 吴作栋（2006年1月）、尚达曼（2014年）                                                            | 塑質                        |                             |
| $5                          | 133 × 66 mm                 | 绿色                        | 尤索夫·伊萨總統、 金环宝螺（貝殼）       | 花園城市主题                | 1999年9月9日                | 胡赐道（1999年9月）、李显龙（2004年8月）                                                         | 紙質                        |                             |
| $5                          | 133 × 66 mm                 | 绿色                        | 尤索夫·伊萨總統、 金环宝螺（貝殼）       | 花園城市主题                | 2007年5月18日               | 吴作栋（2007年5月）、尚达曼（2014年）                                                            | 塑質                        |                             |
| $10                         | 141 × 69 mm                 | 红色                        | 尤索夫·伊萨總統、 拟枣贝（貝殼）         | 体育主题                    | 1999年9月9日                | 胡赐道（1999年9月）、李显龙（2004年5月）                                                         | 紙質                        |                             |
| $10                         | 141 × 69 mm                 | 红色                        | 尤索夫·伊萨總統、 拟枣贝（貝殼）         | 体育主题                    | 2004年5月4日                | 李显龙（2005年5月）、吴作栋（2008年1月）、尚达曼（2015年）                                       | 塑質                        |                             |
| $50                         | 156 × 74 mm                 | 蓝色                        | 尤索夫·伊萨總統、 筒形拟枣贝（貝殼）     | 艺术主题                    | 1999年9月9日                | 胡赐道（1999年9月）、李显龙（2002年3月）、吴作栋（2009年11月）、尚达曼（2012年7月）              | 紙質                        |                             |
| $100                        | 162 × 77 mm                 | 桔色                        | 尤索夫·伊萨總統、 Swallow Cowrie（貝殼） | 青年主题                    | 1999年9月9日                | 胡赐道（1999年9月）、吴作栋（2009年11月）、尚达曼（2013年3月）                                   | 紙質                        |                             |
| $1000                       | 170 × 83 mm                 | 粉色                        | 尤索夫·伊萨總統、 黑齿宝螺（貝殼）       | 政府主题                    | 1999年9月9日                | 胡赐道（1999年9月）、吴作栋（2009年11月）；由于需求量低，从2021年1月起不再发行，此后逐漸退出流通 | 紙質                        |                             |
| $10,000                     | 180 × 90 mm                 | 金色                        | 尤索夫·伊萨總統、 玛瑙拟枣贝（貝殼）     | 经济主题                    | 1999年9月9日                | 胡赐道（1999年9月）；由于需求量低，从2014年10月起不再发行，此后逐漸退出流通                      | 紙質                        |                             |